# Alex Parker
Alex Parker (Irvine, 2 febbraio 1935 – 7 gennaio 2010) è stato un calciatore scozzese, di ruolo difensore.

## Palmarès

### Giocatore

#### Competizioni nazionali
- Coppa di Scozia: 1

Falkirk: 1956-1957
- Campionato inglese: 1

Everton: 1962-1963
- Community Shield: 1

Everton: 1963